# NHL 2011/12
Die Saison 2011/12 der National Hockey League war die 94. ausgespielte Saison der nordamerikanischen Eishockeyprofiliga. Die reguläre Saison begann am 6. Oktober 2011. In Europa trafen am 7. und 8. Oktober die Anaheim Ducks, Buffalo Sabres, Los Angeles Kings und New York Rangers in der O2 World in Berlin, der Hartwall Areena in Helsinki und dem Ericsson Globe in Stockholm aufeinander. Die anschließenden Playoffs um den Stanley Cup gewannen die Los Angeles Kings erstmals in ihrer Clubgeschichte am 11. Juni 2012.
Neben dem erneuten Saisonauftakt in Europa wurde am 2. Januar 2012 das sechste Freiluftspiel in der Geschichte der Liga ausgetragen, hier trafen die Philadelphia Flyers im Citizens Bank Park auf die New York Rangers. Das NHL All-Star Game fand am 29. Januar 2012 im kanadischen Ottawa statt.

## Voraussetzungen

### Teamänderungen
Die Atlanta Thrashers aus Atlanta im US-Bundesstaat Georgia wurden nach Winnipeg in die kanadische Provinz Manitoba umgesiedelt. Für die Stadt Atlanta war es das zweite Mal, dass ein NHL-Franchise nach Kanada umgesiedelt wurde, nachdem bereits 1980 die Atlanta Flames nach Calgary umzogen. Winnipeg bekommt zum zweiten Mal ein NHL-Franchise, nachdem die Winnipeg Jets 1996 verkauft worden waren und als Phoenix Coyotes am Spielbetrieb teilnahmen. Die Winnipeg Jets nahmen Atlantas Platz in der Southeast Division ein.

### Erhöhung des Salary Caps
Vor der Spielzeit verkündete die National Hockey League, dass der Salary Cap, die durch die Liga festgesetzte Gehaltsobergrenze für Spieler, zum siebten Mal in Folge erhöht wurde. Der Maximallohn wurde für die Saison 2011/12 auf Basis des NHL Collective Bargaining Agreements auf 64,3 Millionen US-Dollar pro Team erhöht. Dies bedeutet einen deutlichen Anstieg um 4,9 Millionen US-Dollar gegenüber dem Vorjahr. Der Mindestlohn pro Team liegt bei 48,3 Millionen US-Dollar.

## Entry Draft
- Hauptartikel: NHL Entry Draft 2011

Der 49. NHL Entry Draft fand am 24. und 25. Juni 2011 im Xcel Energy Center in Saint Paul, Minnesota statt. An erster Position wählten die Edmonton Oilers den kanadischen Angreifer Ryan Nugent-Hopkins aus. Auf den Plätzen zwei bis fünf folgten drei Stürmer und ein Verteidiger, darunter auf Rang vier der Schwede Adam Larsson, der von den New Jersey Devils ausgewählt wurde. Unter den zehn zuerst gedrafteten Spielern befanden sich neben sechs Kanadiern auch vier Schweden. Der beste US-Amerikaner war mit Rang 14 der kanadisch-US-amerikanische Doppelbürger Jamie Oleksiak, der von den Dallas Stars ausgewählt wurde. Insgesamt sicherten sich die 30 Franchises die Rechte an 211 Spielern.

### Top-5-Picks
| #  | Spieler             | Nationalität | Pos | NHL Team           | College/Junior/Club Team    |
| -- | ------------------- | ------------ | --- | ------------------ | --------------------------- |
| 1. | Ryan Nugent-Hopkins | Kanada       | C   | Edmonton Oilers    | Red Deer Rebels (WHL)       |
| 2. | Gabriel Landeskog   | Schweden     | LW  | Colorado Avalanche | Kitchener Rangers (OHL)     |
| 3. | Jonathan Huberdeau  | Kanada       | C   | Florida Panthers   | Saint John Sea Dogs (QMJHL) |
| 4. | Adam Larsson        | Schweden     | D   | New Jersey Devils  | Skellefteå AIK (Elitserien) |
| 5. | Ryan Strome         | Kanada       | C   | New York Islanders | Niagara IceDogs (OHL)       |

## Vorsaison
Bevor die reguläre Saison am 7. Oktober in Europa eröffnet wurde, fanden vom 29. September bis 4. Oktober im Rahmen der 2011 NHL Premiere Challenge eine Reihe von Testspielen zwischen NHL-Teams und europäischen Teams statt. Die NHL-Teams gewannen sechs der sieben Partien. Die einzige Niederlage bezogen die New York Rangers, die vier Testspiele bestritten, gegen den EV Zug.
| Datum         | Stadt                 | Arena                        | NHL-Team          | Europäisches Team    | Spielstand | Referenz |
| ------------- | --------------------- | ---------------------------- | ----------------- | -------------------- | ---------- | -------- |
| 29. September | Prag, Tschechien      | Tesla Arena                  | New York Rangers  | HC Sparta Prag       | 2–0        | [ 3 ]    |
| 30. September | Göteborg, Schweden    | Scandinavium                 | New York Rangers  | Frölunda HC          | 4–2        | [ 4 ]    |
| 2. Oktober    | Bratislava, Slowakei  | Zimný štadión Ondreja Nepelu | New York Rangers  | HC Slovan Bratislava | 4–1        | [ 5 ]    |
| 3. Oktober    | Zug, Schweiz          | Bossard Arena                | New York Rangers  | EV Zug               | 4–8        | [ 6 ]    |
| 4. Oktober    | Helsinki, Finnland    | Hartwall Areena              | Anaheim Ducks     | Jokerit              | 4–3 OT     | [ 7 ]    |
| 4. Oktober    | Hamburg, Deutschland  | O2 World Hamburg             | Los Angeles Kings | Hamburg Freezers     | 5–4        | [ 8 ]    |
| 4. Oktober    | Mannheim, Deutschland | SAP Arena                    | Buffalo Sabres    | Adler Mannheim       | 8–3        | [ 9 ]    |

## Reguläre Saison

### Eröffnung in Europa
Die reguläre Saison wurde am 7. und 8. Oktober 2011 mit Auftaktpartien zwischen den Anaheim Ducks, Buffalo Sabres, Los Angeles Kings und New York Rangers in der O2 World in Berlin, der Hartwall Areena in Helsinki und dem Ericsson Globe in Stockholm eröffnet. Es ist die fünfte Spielzeit in Folge, die in Europa eröffnet wurde.

### NHL Winter Classic 2012
- Hauptartikel: NHL Winter Classic 2012

Das NHL Winter Classic der Saison 2011/12 wurde zwischen den Philadelphia Flyers und den New York Rangers am 2. Januar 2012 im Citizens Bank Park in Philadelphia ausgetragen, der sonst Spielstätte des Baseballclubs Philadelphia Phillies ist. Die Rangers gewannen die Partie dank zwei Toren von Mike Rupp vor 46.967 Zuschauern mit 3:2.

### NHL All-Star Game
Das 59. National Hockey League All-Star Game fand am 29. Januar 2012 in Scotiabank Place in Ottawa, Ontario, statt.

### Abschlusstabellen
Abkürzungen: GP = Spiele, W = Siege, L = Niederlagen, OTL = Niederlage nach Overtime bzw. Shootout, GF = Erzielte Tore, GA = Gegentore, Pts = Punkte

Erläuterungen: In Klammern befindet sich die Platzierung innerhalb der Conference;  = Playoff-Qualifikation,  = Division-Sieger,  = Conference-Sieger,  = Presidents’-Trophy-Gewinner

#### Eastern Conference
| Atlantic Division       | GP | W  | L  | OTL | GF  | GA  | Pts |
| ----------------------- | -- | -- | -- | --- | --- | --- | --- |
| New York Rangers (1)    | 82 | 51 | 24 | 7   | 226 | 187 | 109 |
| Pittsburgh Penguins (4) | 82 | 51 | 25 | 6   | 282 | 221 | 108 |
| Philadelphia Flyers (5) | 82 | 47 | 26 | 9   | 264 | 232 | 103 |
| New Jersey Devils (6)   | 82 | 48 | 28 | 6   | 228 | 209 | 102 |
| New York Islanders (14) | 82 | 34 | 37 | 11  | 203 | 255 | 79  |

| Northeast Division         | GP | W  | L  | OTL | GF  | GA  | Pts |
| -------------------------- | -- | -- | -- | --- | --- | --- | --- |
| Boston Bruins (2)          | 82 | 49 | 29 | 4   | 269 | 202 | 102 |
| Ottawa Senators (8)        | 82 | 41 | 31 | 10  | 249 | 240 | 92  |
| Buffalo Sabres (9)         | 82 | 39 | 32 | 11  | 218 | 230 | 89  |
| Toronto Maple Leafs (13)   | 82 | 35 | 37 | 10  | 231 | 264 | 80  |
| Canadiens de Montréal (15) | 82 | 31 | 35 | 16  | 212 | 226 | 78  |

| Southeast Division       | GP | W  | L  | OTL | GF  | GA  | Pts |
| ------------------------ | -- | -- | -- | --- | --- | --- | --- |
| Florida Panthers (3)     | 82 | 38 | 26 | 18  | 203 | 227 | 94  |
| Washington Capitals (7)  | 82 | 42 | 32 | 8   | 222 | 230 | 92  |
| Tampa Bay Lightning (10) | 82 | 38 | 36 | 8   | 235 | 281 | 84  |
| Winnipeg Jets (11)       | 82 | 37 | 35 | 10  | 225 | 246 | 84  |
| Carolina Hurricanes (12) | 82 | 33 | 33 | 16  | 213 | 243 | 82  |

#### Western Conference
| Central Division           | GP | W  | L  | OTL | GF  | GA  | Pts |
| -------------------------- | -- | -- | -- | --- | --- | --- | --- |
| St. Louis Blues (2)        | 82 | 49 | 22 | 11  | 210 | 165 | 109 |
| Nashville Predators (4)    | 82 | 48 | 26 | 8   | 237 | 210 | 104 |
| Detroit Red Wings (5)      | 82 | 48 | 28 | 6   | 248 | 203 | 102 |
| Chicago Blackhawks (6)     | 82 | 45 | 26 | 11  | 248 | 238 | 101 |
| Columbus Blue Jackets (15) | 82 | 29 | 46 | 7   | 202 | 262 | 65  |

| Northwest Division      | GP | W  | L  | OTL | GF  | GA  | Pts |
| ----------------------- | -- | -- | -- | --- | --- | --- | --- |
| Vancouver Canucks (1)   | 82 | 51 | 22 | 9   | 249 | 198 | 111 |
| Calgary Flames (9)      | 82 | 37 | 29 | 16  | 202 | 226 | 90  |
| Colorado Avalanche (11) | 82 | 41 | 35 | 6   | 208 | 220 | 88  |
| Minnesota Wild (12)     | 82 | 35 | 36 | 11  | 177 | 226 | 81  |
| Edmonton Oilers (14)    | 82 | 32 | 40 | 10  | 212 | 239 | 74  |

| Pacific Division      | GP | W  | L  | OTL | GF  | GA  | Pts |
| --------------------- | -- | -- | -- | --- | --- | --- | --- |
| Phoenix Coyotes (3)   | 82 | 42 | 27 | 13  | 216 | 204 | 97  |
| San Jose Sharks (7)   | 82 | 43 | 29 | 10  | 228 | 210 | 96  |
| Los Angeles Kings (8) | 82 | 40 | 27 | 15  | 194 | 179 | 95  |
| Dallas Stars (10)     | 82 | 42 | 35 | 5   | 211 | 222 | 89  |
| Anaheim Ducks (13)    | 82 | 34 | 36 | 12  | 204 | 231 | 80  |

### Beste Scorer
Mit 109 Punkten führte Jewgeni Malkin die Scorerliste der NHL an. Henrik Sedin erreichte den Saisonbestwert von 67 Torvorlagen. Bester Torschütze war Steven Stamkos mit 60 Treffern. In der Plus/Minus-Wertung führte Patrice Bergeron mit einem Wert von +36. Die meisten Powerplay-Tore erzielte James Neal, der 18 Mal in Überzahl traf. Jewgeni Malkin war mit 339 Schüssen der Spieler, der am häufigsten aufs Tor schoss. In Unterzahl waren Cal Clutterbuck, Adam Henrique und Mike Richards mit jeweils vier Toren am häufigsten erfolgreich. 23,6 % der Schüsse von Curtis Glencross fanden den Weg ins Tor. Mit 235 Strafminuten war Derek Dorsett in dieser Saison der böse Bube. Erik Karlsson war mit 59 Torvorlagen und 78 Punkten der erfolgreichste Verteidiger.
Abkürzungen: GP = Spiele, G = Tore, A = Assists, Pts = Punkte, +/− = Plus/Minus, PIM = Strafminuten; Fett: Saisonbestwert
| Spieler          | Team         | GP | G  | A  | Pts | +/− | PIM |
| ---------------- | ------------ | -- | -- | -- | --- | --- | --- |
| Jewgeni Malkin   | Pittsburgh   | 75 | 50 | 59 | 109 | +18 | 70  |
| Steven Stamkos   | Tampa Bay    | 82 | 60 | 37 | 97  | +7  | 66  |
| Claude Giroux    | Philadelphia | 77 | 28 | 65 | 93  | +6  | 29  |
| Jason Spezza     | Ottawa       | 80 | 34 | 50 | 84  | +11 | 36  |
| Ilja Kowaltschuk | New Jersey   | 77 | 37 | 46 | 83  | −9  | 33  |
| Phil Kessel      | Toronto      | 82 | 37 | 45 | 82  | −10 | 20  |
| James Neal       | Pittsburgh   | 80 | 40 | 41 | 81  | +6  | 87  |
| John Tavares     | NY Islanders | 82 | 31 | 50 | 81  | −6  | 26  |
| Henrik Sedin     | Vancouver    | 82 | 14 | 67 | 81  | +23 | 52  |
| Patrik Eliáš     | New Jersey   | 81 | 26 | 52 | 78  | −8  | 16  |

### Beste Torhüter
Abkürzungen: GP = Spiele, TOI = Eiszeit (in Minuten), W = Siege, L = Niederlagen, OTL = Overtime/Shootout-Niederlagen, GA = Gegentore, SO = Shutouts, Sv% = gehaltene Schüsse (in %), GAA = Gegentorschnitt; Fett: Saisonbestwert
| Spieler          | Team        | GP | TOI     | W  | L  | OTL | GA  | SO | Sv%  | GAA  |
| ---------------- | ----------- | -- | ------- | -- | -- | --- | --- | -- | ---- | ---- |
| Brian Elliott    | St. Louis   | 38 | 2234:35 | 23 | 10 | 4   | 58  | 9  | .940 | 1.56 |
| Jonathan Quick   | Los Angeles | 69 | 4099:26 | 35 | 21 | 13  | 133 | 10 | .929 | 1.95 |
| Cory Schneider   | Vancouver   | 33 | 1832:50 | 20 | 8  | 1   | 60  | 3  | .937 | 1.96 |
| Henrik Lundqvist | NY Rangers  | 62 | 3753:30 | 39 | 18 | 5   | 123 | 8  | .930 | 1.97 |
| Jaroslav Halák   | St. Louis   | 46 | 2746:37 | 26 | 12 | 7   | 90  | 6  | .926 | 1.97 |

## Stanley-Cup-Playoffs
|  | Conference-Viertelfinale                              | Conference-Viertelfinale | Conference-Viertelfinale |                    | Conference-Halbfinale | Conference-Halbfinale | Conference-Halbfinale |                   |                 | Conference-Finale | Conference-Finale | Conference-Finale |  |  | Stanley-Cup-Finale | Stanley-Cup-Finale | Stanley-Cup-Finale |
|  |                                                       |                          |                          |                    |                       |                       |                       |                   |                 |                   |                   |                   |  |  |                    |                    |                    |
|  | 1                                                     | New York Rangers         | 4                        |                    | 1                     | New York Rangers      | 4                     |                   |                 |                   |                   |                   |  |  |                    |                    |                    |
|  | 8                                                     | Ottawa Senators          | 3                        | 7                  | Washington Capitals   | 3                     |                       |                   |                 |                   |                   |                   |  |  |                    |                    |                    |
|  |                                                       |                          |                          |                    |                       |                       |                       |                   |                 |                   |                   |                   |  |  |                    |                    |                    |
|  | 2                                                     | Boston Bruins            | 3                        | Eastern Conference | Eastern Conference    | Eastern Conference    |                       |                   |                 |                   |                   |                   |  |  |                    |                    |                    |
|  | 2                                                     | Boston Bruins            | 3                        | Eastern Conference | Eastern Conference    | Eastern Conference    |                       |                   |                 |                   |                   |                   |  |  |                    |                    |                    |
|  | 7                                                     | Washington Capitals      | 4                        |                    |                       |                       |                       |                   |                 |                   |                   |                   |  |  |                    |                    |                    |
|  | 7                                                     | Washington Capitals      | 4                        | 1                  | New York Rangers      | 2                     |                       |                   |                 |                   |                   |                   |  |  |                    |                    |                    |
|  |                                                       |                          |                          | 1                  | New York Rangers      | 2                     |                       |                   |                 |                   |                   |                   |  |  |                    |                    |                    |
|  |                                                       | 6                        | New Jersey Devils        | 4                  |                       |                       |                       |                   |                 |                   |                   |                   |  |  |                    |                    |                    |
|  | 3                                                     | 6                        | New Jersey Devils        | 4                  | Florida Panthers      | 3                     |                       |                   |                 |                   |                   |                   |  |  |                    |                    |                    |
|  | 3                                                     |                          |                          |                    | Florida Panthers      | 3                     |                       |                   |                 |                   |                   |                   |  |  |                    |                    |                    |
|  | 6                                                     | New Jersey Devils        | 4                        |                    |                       |                       |                       |                   |                 |                   |                   |                   |  |  |                    |                    |                    |
|  | 6                                                     | New Jersey Devils        | 4                        |                    |                       |                       |                       |                   |                 |                   |                   |                   |  |  |                    |                    |                    |
|  |                                                       |                          |                          |                    |                       |                       |                       |                   |                 |                   |                   |                   |  |  |                    |                    |                    |
|  | 4                                                     | Pittsburgh Penguins      | 2                        | 5                  | Philadelphia Flyers   | 1                     |                       |                   |                 |                   |                   |                   |  |  |                    |                    |                    |
|  | 4                                                     | Pittsburgh Penguins      | 2                        | 5                  | Philadelphia Flyers   | 1                     |                       |                   |                 |                   |                   |                   |  |  |                    |                    |                    |
|  | 5                                                     | Philadelphia Flyers      | 4                        | 6                  | New Jersey Devils     | 4                     |                       |                   |                 |                   |                   |                   |  |  |                    |                    |                    |
|  | 5                                                     | Philadelphia Flyers      | 4                        | 6                  | New Jersey Devils     | 4                     | E6                    | New Jersey Devils | 2               |                   |                   |                   |  |  |                    |                    |                    |
|  | (Die Teams werden nach der ersten Runde neu gesetzt.) |                          |                          |                    |                       |                       | E6                    | New Jersey Devils | 2               |                   |                   |                   |  |  |                    |                    |                    |
|  |                                                       | W8                       | Los Angeles Kings        | 4                  |                       |                       |                       |                   |                 |                   |                   |                   |  |  |                    |                    |                    |
|  | 1                                                     | W8                       | Los Angeles Kings        | 4                  | Vancouver Canucks     | 1                     |                       | 3                 | Phoenix Coyotes | 4                 |                   |                   |  |  |                    |                    |                    |
|  | 1                                                     |                          |                          |                    | Vancouver Canucks     | 1                     |                       | 3                 | Phoenix Coyotes | 4                 |                   |                   |  |  |                    |                    |                    |
|  | 8                                                     | Los Angeles Kings        | 4                        | 4                  | Nashville Predators   | 1                     |                       |                   |                 |                   |                   |                   |  |  |                    |                    |                    |
|  | 8                                                     | Los Angeles Kings        | 4                        | 4                  | Nashville Predators   | 1                     |                       |                   |                 |                   |                   |                   |  |  |                    |                    |                    |
|  |                                                       |                          |                          |                    |                       |                       |                       |                   |                 |                   |                   |                   |  |  |                    |                    |                    |
|  | 2                                                     | St. Louis Blues          | 4                        |                    |                       |                       |                       |                   |                 |                   |                   |                   |  |  |                    |                    |                    |
|  | 2                                                     | St. Louis Blues          | 4                        |                    |                       |                       |                       |                   |                 |                   |                   |                   |  |  |                    |                    |                    |
|  | 7                                                     | San Jose Sharks          | 1                        |                    |                       |                       |                       |                   |                 |                   |                   |                   |  |  |                    |                    |                    |
|  | 7                                                     | San Jose Sharks          | 1                        | 3                  | Phoenix Coyotes       | 1                     |                       |                   |                 |                   |                   |                   |  |  |                    |                    |                    |
|  |                                                       |                          |                          | 3                  | Phoenix Coyotes       | 1                     |                       |                   |                 |                   |                   |                   |  |  |                    |                    |                    |
|  |                                                       | 8                        | Los Angeles Kings        | 4                  |                       |                       |                       |                   |                 |                   |                   |                   |  |  |                    |                    |                    |
|  | 3                                                     | 8                        | Los Angeles Kings        | 4                  | Phoenix Coyotes       | 4                     |                       |                   |                 |                   |                   |                   |  |  |                    |                    |                    |
|  | 3                                                     |                          |                          |                    | Phoenix Coyotes       | 4                     |                       |                   |                 |                   |                   |                   |  |  |                    |                    |                    |
|  | 6                                                     | Chicago Blackhawks       | 2                        | Western Conference | Western Conference    | Western Conference    |                       |                   |                 |                   |                   |                   |  |  |                    |                    |                    |
|  | 6                                                     | Chicago Blackhawks       | 2                        | Western Conference | Western Conference    | Western Conference    |                       |                   |                 |                   |                   |                   |  |  |                    |                    |                    |
|  |                                                       |                          |                          |                    |                       |                       |                       |                   |                 |                   |                   |                   |  |  |                    |                    |                    |
|  | 4                                                     | Nashville Predators      | 4                        | 2                  | St. Louis Blues       | 0                     |                       |                   |                 |                   |                   |                   |  |  |                    |                    |                    |
|  | 5                                                     | Detroit Red Wings        | 1                        | 8                  | Los Angeles Kings     | 4                     |                       |                   |                 |                   |                   |                   |  |  |                    |                    |                    |

## NHL Awards und vergebene Trophäen
- Hauptartikel: NHL Awards 2012

| Auszeichnung                          | Spieler                   | Team                |
| ------------------------------------- | ------------------------- | ------------------- |
| Art Ross Trophy                       | Jewgeni Malkin            | Pittsburgh Penguins |
| Bill Masterton Memorial Trophy        | Max Pacioretty            | Montréal Canadiens  |
| Calder Memorial Trophy                | Gabriel Landeskog         | Colorado Avalanche  |
| Conn Smythe Trophy                    | Jonathan Quick            | Los Angeles Kings   |
| Frank J. Selke Trophy                 | Patrice Bergeron          | Boston Bruins       |
| Hart Memorial Trophy                  | Jewgeni Malkin            | Pittsburgh Penguins |
| Jack Adams Award                      | Ken Hitchcock             | St. Louis Blues     |
| James Norris Memorial Trophy          | Erik Karlsson             | Ottawa Senators     |
| King Clancy Memorial Trophy           | Daniel Alfredsson         | Ottawa Senators     |
| Lady Byng Memorial Trophy             | Brian Campbell            | Florida Panthers    |
| Lester Patrick Trophy                 |                           |                     |
| Mark Messier Leadership Award         | Shane Doan                | Phoenix Coyotes     |
| Maurice ‚Rocket‘ Richard Trophy       | Steven Stamkos            | Tampa Bay Lightning |
| NHL Foundation Player Award           | Mike Fisher               | Nashville Predators |
| NHL General Manager of the Year Award | Doug Armstrong            | St. Louis Blues     |
| NHL Plus/Minus Award (inoffiziell)    | Patrice Bergeron          | Boston Bruins       |
| Roger Crozier Saving Grace Award      | Brian Elliott             | St. Louis Blues     |
| Ted Lindsay Award                     | Jewgeni Malkin            | Pittsburgh Penguins |
| Vezina Trophy                         | Henrik Lundqvist          | New York Rangers    |
| William M. Jennings Trophy            | Brian Elliott             | St. Louis Blues     |
| William M. Jennings Trophy            | Jaroslav Halák            | St. Louis Blues     |
| Presidents’ Trophy                    | Presidents’ Trophy        | Vancouver Canucks   |
| Prince of Wales Trophy                | Prince of Wales Trophy    | New Jersey Devils   |
| Clarence S. Campbell Bowl             | Clarence S. Campbell Bowl | Los Angeles Kings   |
| Stanley Cup                           | Stanley Cup               | Los Angeles Kings   |

### All-Star-Teams
| First All-Star-Team |                                                |
| Angriff:            | Ilja Kowaltschuk – Jewgeni Malkin – James Neal |
| Verteidigung:       | Erik Karlsson – Shea Weber                     |
| Tor:                | Henrik Lundqvist                               |

| Second All-Star-Team |                                               |
| Angriff:             | Ray Whitney – Steven Stamkos – Marián Gáborík |
| Verteidigung:        | Zdeno Chára – Alex Pietrangelo                |
| Tor:                 | Jonathan Quick                                |

### All-Rookie-Team
| All-Rookie-Team |                                                         |
| Angriff:        | Adam Henrique – Ryan Nugent-Hopkins – Gabriel Landeskog |
| Verteidigung:   | Jake Gardiner – Justin Faulk                            |
| Tor:            | Jhonas Enroth                                           |